# Pasithea caerulea
Pasithea caerulea är en grästrädsväxtart som först beskrevs av Hipólito Ruiz López och Pav., och fick sitt nu gällande namn av David Don. Pasithea caerulea ingår i släktet Pasithea och familjen grästrädsväxter. Inga underarter finns listade i Catalogue of Life.